# Burg Liebsthal
Die Burg Liebsthal ist eine abgegangene Höhenburg auf dem Schlossberg nordwestlich oberhalb des Ortsteils Liebstahl der Ortsgemeinde Quirnbach/Pfalz im Landkreis Kusel in Rheinland-Pfalz.  
Die Burg wurde vermutlich in der ersten Hälfte des 14. Jahrhunderts von den Herren von Liebsthal (Johann von Lybesstatt), die Lehensleute der Grafen von Veldenz waren, erbaut. 1879 wurden bei Rodungsarbeiten etwa 100 Wagen Mauersteine mit Brandspuren abgefahren. Von der ehemaligen Burganlage, von der noch Fundamente in der Erde vermutet werden, ist oberflächlich nichts erhalten. Allerdings deuten zahlreiche Hohlwege und ein markanter Geländesporn nördlich von Liebsthal auf die mittelalterliche Bedeutung dieses Verkehrsraumes hin. Ob die Burg tatsächlich auf dem Bergrücken, wie überliefert, oder auf dem Geländesporn in Mittelhanglage saß, können nur archäologische Untersuchungen belegen.